# Bosiljevo
Bosiljevo (deutsch veraltet Wasseil) ist eine kroatische Gemeinde, die zur Gespanschaft Karlovac gehört.

## Geographie
Bosiljevo liegt zwischen den beiden Flüssen Kupa und Dobra auf einem reliefartigen Gebiet, welches Družac (469 m) und Privis (461 m) genannt wird. Die Gemeinde grenzt im Norden an Slowenien und im Süden an die Stadt Vrbovsko.

## Volkszählung
Die Volkszählung von 2011 ergab folgende Volkszugehörigkeitszahlen:
- 1246 (97,04 %) Kroaten
- 24 (1,87 %) Slowenen
- 4 Serben
- 1 Albaner
- 1 Bosniake
- 1 Slowake
- 7 restliche

## Politische Gliederung
Bosiljevo besteht aus 43 Siedlungen, die in die vier Verwaltungsdistrikte Bosiljevo, Grabrk, Prikuplje und Vodena Draga aufgeteilt sind. Nach der Volkszählung aus dem Jahr 2011 leben auf dem Gemeindegebiet 1284 Einwohner.

## Geschichte
Archäologische Funde weisen auf eine vorgeschichtliche Besiedlung des Gemeindegebiets hin. Im Dorf und dessen Umgebung findet man uralte Tumuli sowie römische Gräber. Die erste urkundliche Erwähnung stammt aus dem Jahr 1334, Ivan Arhiđakon Gorički nannte im Statut des Zagreber Erzbistums die Pfarrei des heiligen Mavro in Bozilo. 
Ein Anziehungspunkt ist die Frankopanenburg (auch Schloss genannt) mit Park. Diese mittelalterliche Festung Bosiljevo weist einen unregelmäßigen Grundriss auf. Ursprünglich war die Burg im Besitz der Adelsfamilien Frankopan (1461–1671), Erdödy (1684–1710) und Auerspergi (ab 1740.). In der Schlosskapelle befindet sich ein Altar im Barockstil. Die Anlage wurde nach 1825 für den österreichischen Generalfeldmarschall Laval Graf Nugent von Westmeath (1777–1862), der hier auch verstarb, als Wohnsitz im romanischen Stil umgebaut. Dieses Schloss ist heute verwaist und in schlechtem Zustand. 
In den Jahren 1860 bis 1948 war Bosiljevo eine unabhängige Gemeinde. Mit der Gründung des Staates Jugoslawien wurde die Unabhängigkeit aufgehoben, nach der Unabhängigkeit Kroatiens im Jahr 1993 jedoch wiederhergestellt. Zwei Freiwillige Feuerwehren sind derzeit in Bosiljevo aktiv. Die erste in Bosiljevo wurde 1934 von Matija Bukovac ins Leben gerufen. Die zweite Freiwillige Feuerwehr in Grabrk wurde 1951 gegründet.

## Wirtschaft
Die Wirtschaft von Bosiljevo ist landwirtschaftlich geprägt, der Schwerpunkt liegt dabei auf Grund des Bergklimas auf Schaf- und Rinderzucht. Bosiljevo hat eine Post, zwei Geschäfte, eine Kneipe und das Restaurant „Bosiljevo“, in Bosanci an der alten Fernstraße. Daneben gibt es in der Gemeinde zwei größere Industriebetriebe, ein Textilwerk „Maier-Textil“ in Bosiljevo und das Sägewerk „Korenić“ in Orišje. Die Verkehrsanbindung der neuen Autobahn (Zagreb–Rijeka–Split) sollte die wirtschaftliche Bedeutung der ganzen Region erhöhen.

## Persönlichkeiten
- Josip Laslavić, Bildhauer
- Ana Katarina Frankopan-Zrinski (um 1625–1673), Dichterin
- Fran Krsto Frankopan (1643–1671), Lyriker